# Shining Force Neo
 (novembre 2018).
Si vous disposez d'ouvrages ou d'articles de référence ou si vous connaissez des sites web de qualité traitant du thème abordé ici, merci de compléter l'article en donnant les références utiles à sa vérifiabilité et en les liant à la section « Notes et références ».
Shining Force Neo est un action RPG sorti sur PlayStation 2 en 2005 au Japon et aux États-Unis. Ce jeu a été développé conjointement par les studios Neverland et Amusement Vision puis publié par Sega. Il fait partie de la série Shining.